# Ous a la benedictina

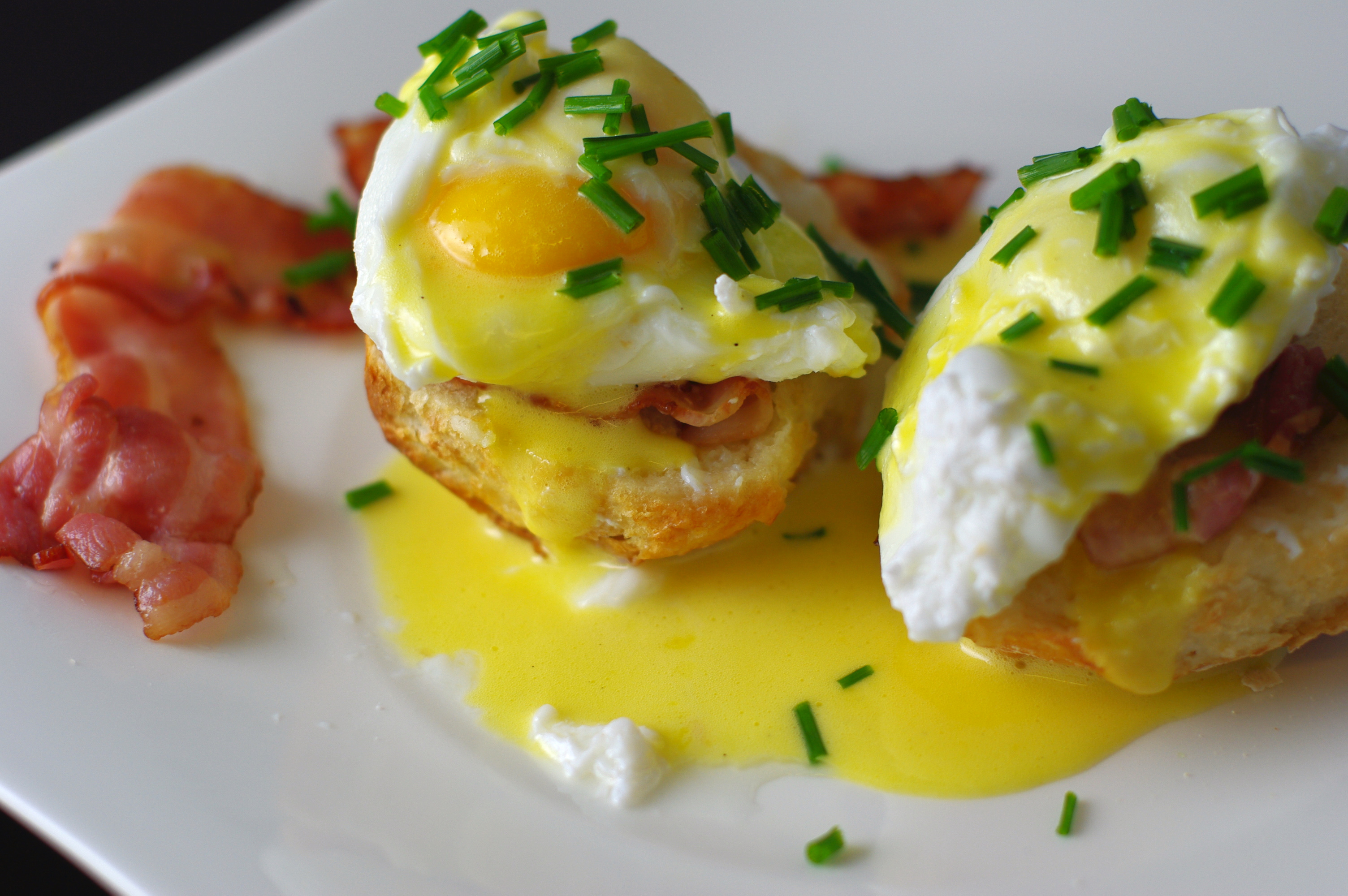
Ous Benedict amb cansalada.

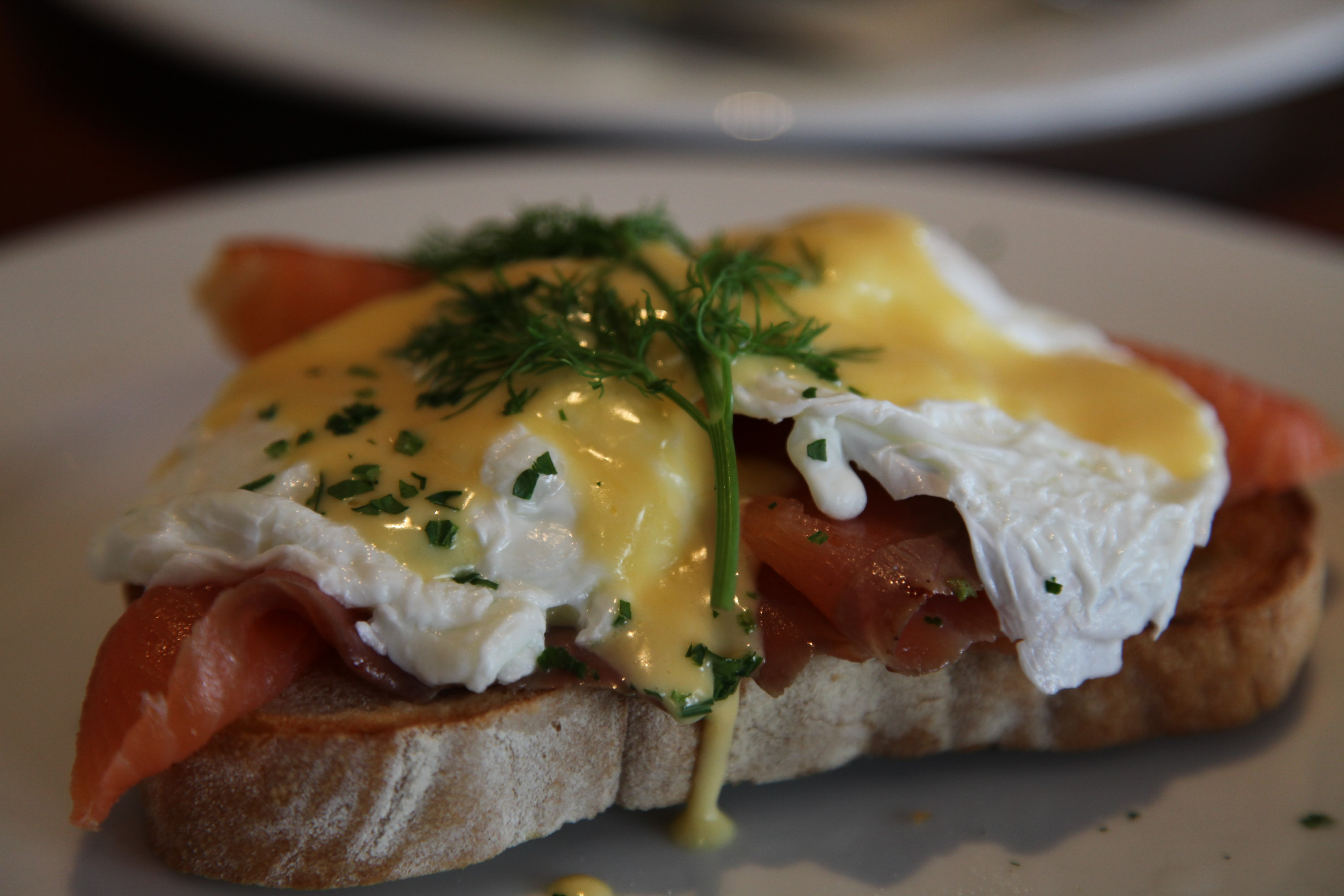
Una variant: ous Benedict amb salmó.

Els ous a la benedictina (anglès: eggs Benedict), també denominats ous Benedict, són un plat que consisteix en dues meitats d'un muffin, generalment coberts amb pernil cuit, cansalada o pastrami, ous escumats i salsa holandesa.

## Origen

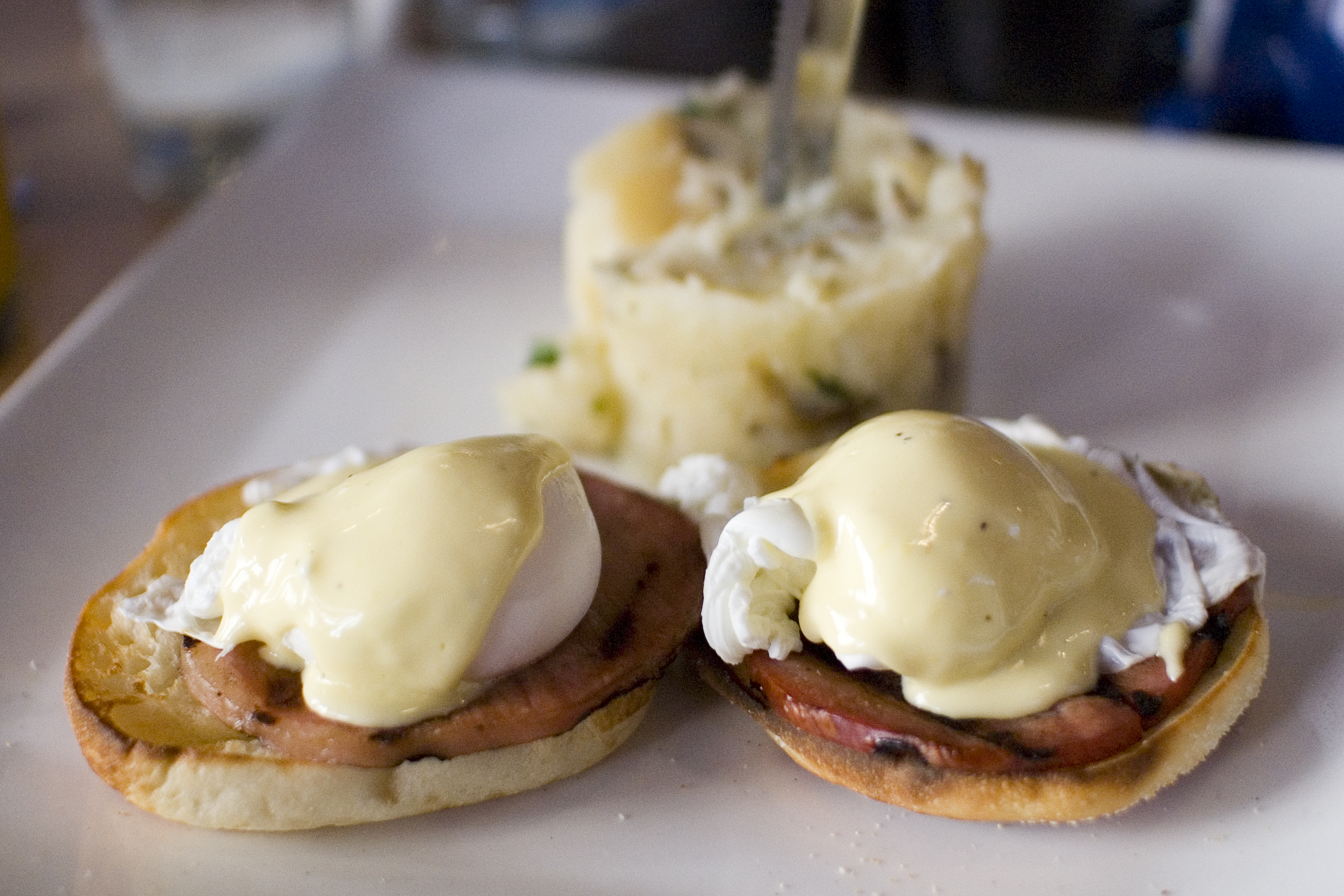
Ous Benedict.

Existeixen diferents possibles explicacions de l'origen dels ous Benedict. A una entrevista realitzada a la columna "Talk of the Town" del The New Yorker l'any 1942, l'any abans de la seva mort, Lemuel Benedict, un  corredor retirat de Wall Street, reclamava al luxós Waldorf Hotel l'any 1894 de trobar la cura contra la caparra i per això va demanar: «buttered toast, poached eggs, crisp bacon and a hooker of hollandaise» (torrada emmantegada, ous escalfats, cansalada cruixent i salsa holandesa). Oscar Tschirky, el maître d'hôtel i conegut com al llegendari «Oscar of the Waldorf», va ser impressionat per la petició i aviat la va incloure al menú d'esmorzars, però va substituir la torrada pel muffin anglès.
Craig Claiborne el setembre de l'any 1967 va escriure una columna a The New York Times Magazine sobre la carta rebuda per Edward P. Montgomery, un americà que residia a França. A la carta, Montgomery hi relatava que el plat va ser creat pel comodor E. C. Benedict, un banquer que va morir l'any 1920 a l'edat de 86 anys. Montgomery va incloure una recepta per als eggs Benedict, esmentant que l'hi havia ensenyat la seva mare, qui la va rebre del seu germà, que era, al seu torn, amic del comodor.
Mabel C. Butler, de Vineyard Haven, Massachusetts en una carta de novembre de 1967 impresa al The New York Times Magazine respon a Montgomery, explicant la «veritable història, ben coneguda pels parents de l'esposa de Le Grand Benedict», de qui ella va ser una client. La història diu així: «Els esposos Benedict, quan vivien a New York al final de segle, menjaven cada divendres a Delmonico's. Un dia, la senyora Benedict va dir al maitre d'hotel: ‘No tenir avui res de nou i de diferent a suggerir?’ i ell els va indicar ous escaldats sobre una torrada de bagels anglesos i una tira de pernil, tot això recobert de salsa holandesa.»